# الحزب الطليعي الاشتراكي الناصري
الحزب الطليعي الاشتراكي الناصري هو حزب سياسي ناصري في العراق. يتزعمه موفق العاني. يلتزم الحزب بالأيديولوجيا الناصرية القائمة على إرث الرئيس المصري جمال عبد الناصر، والتي تدعو إلى الوحدة العربية، والعلمانية، ومناهضة الإمبريالية، والاشتراكية العربية.
لم يتورط الحزب الطليعي الاشتراكي الناصري في أعمال عنف أو فساد أو خطاب طائفي، ويظل قوة سياسية هامشية على الرغم من دعواته المثيرة للجدل إلى حكم انتقالي بقيادة عسكرية. ورغم أن بعض التحليلات تصفه أحياناً بأنه حزب سني نظراً لخلفية قادته العرب السنّة العراقيين وقاعدته الشعبية، فإن الحزب يرفض بشكل صريح الطائفية ويتموضع كبديل قومي عراقي علماني وحدوي في مواجهة الجماعات الطائفية والإسلامية.

## تاريخ
كان قادة الحزب نشطين في دوائر المعارضة ضد صدام حسين. مثّل الدكتور عبد الستار الجميلي، وهو مفكر ناصري عراقي بارز، الحزب في مؤتمر المعارضة العراقية في لندن عام 2002. وقد نُقل عنه لاحقاً أنه أبلغ المبعوث الأميركي زلماي خليل زاد بأنه يمثل حزباً ناصرياً سيصبح لاحقاً الحزب الطليعي الاشتراكي الناصري. رفض الحزب أي تصنيف طائفي للفصائل العراقية وامتنع عن الانضمام إلى اللجنة الخماسية التي تشكلت بعد سقوط صدام على أسس طائفية وإثنية.
بعد الغزو الأميركي للعراق عام 2003، أصبح الحزب كياناً قانونياً ضمن النظام السياسي الجديد. لكنه ظل هامشياً على المستوى الانتخابي. ففي الانتخابات الوطنية في ديسمبر 2005 خاض حملته ضمن ائتلاف جبهة الخلاص الوطني، الذي ضم عدداً من القوائم الصغيرة ذات الطابع العلماني والقبلي.

## الأيديولوجيا
الحزب الطليعي الاشتراكي الناصري ذو توجه ناصري وقومي عربي صريح. يركز برنامجه المعلن على إرث جمال عبد الناصر: الوحدة العربية، مناهضة الإمبريالية بشكل علماني، العدالة الاجتماعية، والتنمية بقيادة الدولة. وتشمل أبرز مرتكزاته الفكرية:
الوحدة العربية والقومية العلمانية: يؤكد الحزب أن العراق دولة عربية بالأساس، وأن الوحدة العربية جزء لا يتجزأ من هويته. وجاء في بيان للحزب عام 2009 أن الناصرية ثورة مستمرة وأعاد التأكيد على الأهداف الكبرى لأمتنا العربية في الحرية والاشتراكية والوحدة. ويدعو الحزب إلى تعزيز علاقات العراق مع الدول العربية الأخرى ومقاومة التدخلات الأجنبية في المنطقة.
الاشتراكية والعدالة: يعرّف الحزب نفسه كحزب اشتراكي على النهج الناصري. ويدعو إلى التنمية بقيادة الدولة، وإعادة توزيع الثروة، وتأميم الموارد الأساسية، وزيادة الاستثمارات العامة في الإسكان والتعليم والرعاية الصحية. ويُصاغ خطابه في إطار العدالة الاجتماعية والكرامة الوطنية، مكرراً شعارات الحقبة الناصرية. ويؤكد في بياناته العامة على ضرورة بناء ما يسميه دولة عربية للوحدة والعدالة السياسية والاجتماعية.
مناهضة الإمبريالية والسيادة: يتبنى الحزب موقفاً صارماً ضد الاحتلال. فقد أدان الوجود الأميركي في العراق، على سبيل المثال، في بيان أصدره عام 2008 اعتبر فيه اتفاقية وضع القوات الأميركية – العراقية استمراراً للاحتلال الأجنبي وخطيئة جماعية بحق الشعب العراقي.
مناهضة الطائفية: رغم أن بعض التحليلات الغربية تصنفه كحزب سني بسبب خلفية قادته وأنصاره، إلا أن الحزب يرفض بشدة الهويات الطائفية أو الانقسامات العرقية في السياسة العراقية. ويعتبر نظام المحاصصة الطائفية والعرقية السبب الرئيس في الشلل السياسي والانقسام الاجتماعي والانهيار المؤسسي. ومنذ أوائل الألفية، رفض الحزب الانخراط في التحالفات السياسية المبنية على أسس طائفية، داعياً بدلاً من ذلك إلى هوية عراقية موحدة متجذرة في القومية العربية.
إصلاحات الحكم: يدعو الحزب إلى إصلاحات جذرية في النظام السياسي العراقي، معارضاً بقوة الإطار الفدرالي الذي أُقر بعد 2003، معتبراً أنه سبب في الانقسام والتفكك. وفي عام 2022 طالب الحزب صراحة بدستور جديد يُلغي الفدرالية واصفاً إياها بأنها "سلاح بيد الطوائف والانتماءات الانفصالية". واقترح بدلاً منها إقامة دولة موحدة مع لامركزية إدارية، يحكمها نظام مختلط رئاسي–برلماني مدعوم بجيش وطني مركزي قوي.